# Skraggerud
Skraggerud var ett soldattorp i Heden i Laxarby socken i Dalsland.
Soldater bodde här sedan 1680-talet och var den sista av de femton soldatstommarna kvar i socknen som stod i sin ursprungliga miljö. Denna rote omfattade områdena Görrud, Backetomten, Heden, Järane och Koppungen.